# Zdeněk Stuchlík
Zdeněk Stuchlík (* 19. srpna 1950 Karviná) je český astrofyzik a vysokoškolský pedagog, celkem trojnásobný děkan Filozoficko-přírodovědecké fakulty v Opavě Slezské univerzity v Opavě.
V letech 1965 až 1969 studoval silnoproudou elektrotechniku na Střední průmyslové škole elektrotechnické Ostrava-Vítkovice. Poté v letech 1969 až 1974 absolvoval studium fyziky na Matematicko-fyzikální fakultě Univerzity Karlovy (MFF UK). V roce 1974 začal působit jako asistent a posléze odborný asistent na Katedře fyziky Vysoké školy báňské. V roce 1979 získal titul doktora přírodních věd v oboru teoretická fyzika-matematická fyzika.
V roce 1988 získal na MFF UK titul kandidáta věd a po sametové revoluci ukončil v roce 1990 své působení na VŠB. Téhož roku totiž odešel na nově založenou Slezskou univerzitu v Opavě, kterou krátce vedl jako pověřený rektor v době jejího ustanovování. Vedle toho se později stal prorektorem této univerzity pro vědu, zahraniční styky, rozvoj a výstavbu. V roce 1991 se habilitoval v oboru matematická fyzika, začal působit jako vedoucí Ústavu fyziky Filozoficko-přírodovědecké fakulty Slezské univerzity v Opavě a stal se zároveň jejím děkanem. V roce 2000 byl jmenován profesorem pro obor teoretická fyzika.
Jako děkan působil Stuchlík do roku 1994, kdy jej nahradil Jaroslav Bakala. V roce 2001 byl zvolen děkanem podruhé, mandát poté obhájil i v roce 2004 pro celkem třetí funkční období. V roce 2007 jej ve funkci sice vystřídal Zdeněk Jirásek, ale roku 2011 se do funkce děkana Stuchlík opět vrátil. V ní setrval po další dvě funkční období až do roku 2019, kdy jej vystřídala Irena Korbelářová.
Od roku 1978 je ženatý, v roce 1979 se mu narodila dcera Zuzana.